# Temnora robertsoni
Temnora robertsoni là một loài bướm đêm thuộc họ Sphingidae. Loài này có ở Tanzania và Mozambique.
Chiều dài cánh trước khoảng 23 mm.